# Fontana dell'Aquila (Trento)

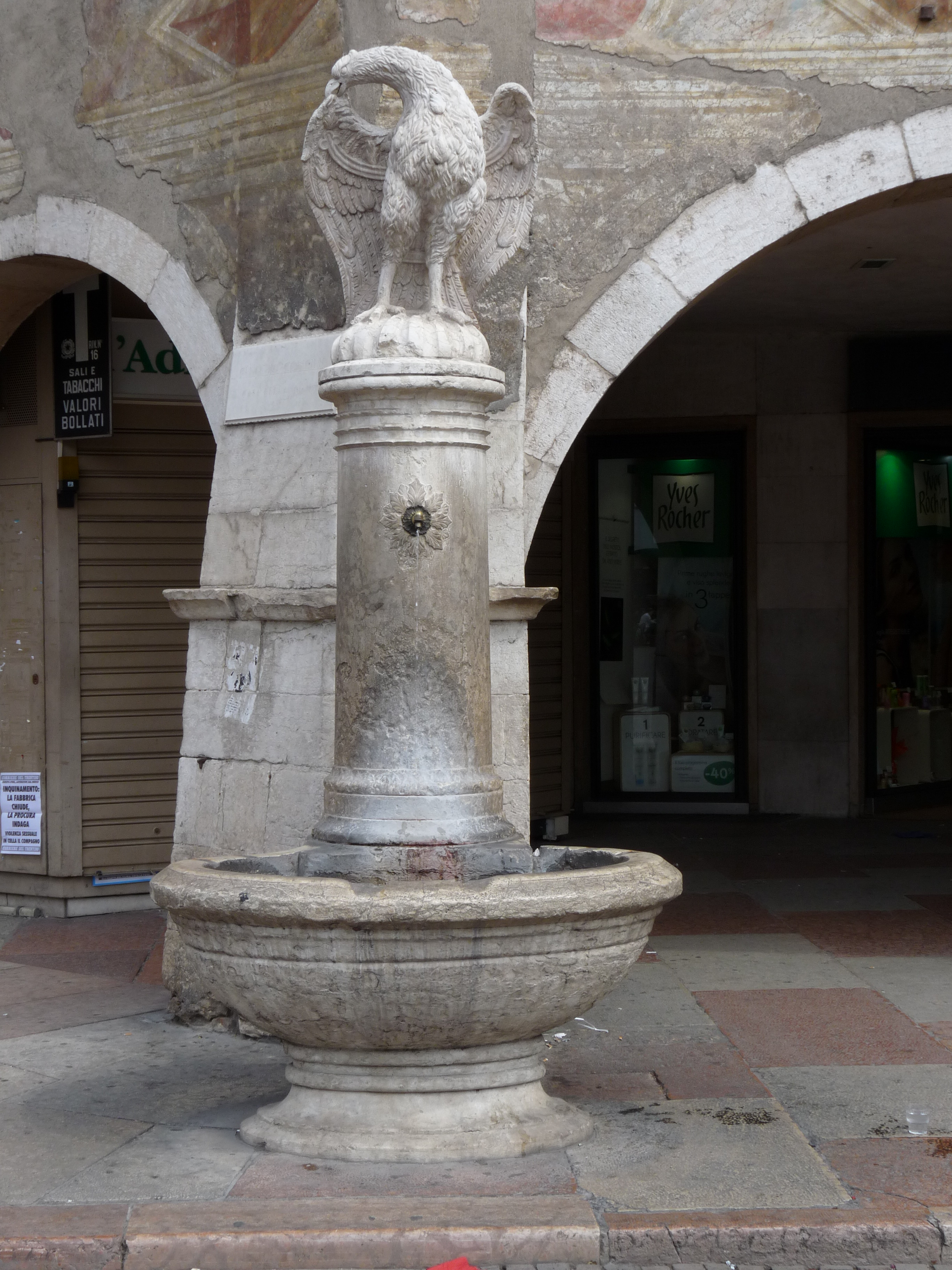
Fontana dell'Aquila a Trento, piazza Duomo

La fontana dell'Aquila è situata nella piazza del Duomo di Trento, proprio a ridosso di casa Cazuffi, là dove si diparte via Belenzani. La fontanella è sormontata da un'aquila di pietra, la stessa rappresentata nello stemma della città (cioè l'aquila di San Venceslao), intenta a becchettarsi un'ala.
Il progetto iniziale porta la firma dell'ingegner Leonardi, mentre quello definitivo appartiene a Stefano Varner e porta la data definitiva del 20 marzo del 1850.
Alcuni ritengono che la statua dell'aquila provenga da un manufatto precedente, specificamente dalla sommità della fontana che un tempo si trovava di fronte alla chiesa di San Pietro. Esiste anche una leggenda che ne spiegherebbe la genesi.

## Il mito
La  leggenda dell'aquila di pietra narra di un tal Gian Giorgio Scanda di Sardagna e di un'aquila del monte Bondone con la quale aveva stretto una forte amicizia, ostacolata dalla moglie di lui. Infatti la donna non accettava il rapporto tra i due e spesso questo livore sfociava in litigi molto violenti, in cui la moglie aveva la peggio.
Un giorno però la divergenza si fece più violenta del solito e il litigio finì con la morte della donna per mano del marito esasperato. L'uomo fu portato in cella dove ricevette la visita di un usignolo messaggero dell'aquila, la quale si offriva di salvarlo purché non giurasse il falso. 
Dopo molti giorni di prigionia solitaria, l'uomo fu condotto a palazzo Pretorio di fronte ai giudici e, pur mentendo, evitò accuratamente di giurare il falso. I contadini di Sardagna tuttavia lo accusarono di essere un poco di buono, cosa che convinse i giudici a condannarlo alla decapitazione.
L'uomo fu quindi portato sul patibolo nell'antistante piazza del Duomo tra la folla inferocita. Con la testa già poggiata sul ceppo vide giungere l'aquila; a quel punto, sentendosi perduto e pieno d'odio verso l'aquila che lo aveva illuso, giurò la propria innocenza e accusò l'animale d'aver commesso l'omicidio, aggiungendo: "Se io mento, che tu, maledetta, diventi di sasso!". All'improvviso il volatile si trasformò in pietra, confermando la colpevolezza dell'uomo che fu quindi giustiziato. L'aquila pietrificata, dopo qualche giorno, venne posta sulla fontanella che si può veder ancor oggi in piazza del Duomo di Trento.
Un'altra versione della leggenda narra di un uomo di Sardagna condannato ingiustamente a morte, che prima di salire sul patibolo davanti alla Torre Civica vide un'aquila volteggiare e gridò "L'aquila diventi di pietra se io sono innocente". L'aquila si tramutò in pietra, l'uomo fu liberato, ed essa rimase nel luogo ove si era posata prima di mutarsi in pietra.